# Средњоевропски куп 1951.
Средњоевропски куп 1951. је био покушај да се обнови фудбалско такмичење Митропа куп.
Такмичење је трајало од 3. до 5. јула 1951. године. Учествовале су само четири екипе.  Рапид Беч је у финалу био успешнији од  Адмире Вакер и освојио трофеј Средњоевропског купа.

## Резултати

### Полуфинале
| Меч | Клуб         | Држава   | укупан рез. | Држава  | Клуб          |
| --- | ------------ | -------- | ----------- | ------- | ------------- |
| 1   | Рапид Беч    | Аустрија | 5:0         | Италија | Лацио         |
| 2   | Адмира Вакер | Аустрија | 4:1         | СФРЈ    | Динамо Загреб |

### Утакмица за 3. место
| Меч | Клуб          | Држава | укупан рез. | Држава  | Клуб  |
| --- | ------------- | ------ | ----------- | ------- | ----- |
| 1   | Динамо Загреб | СФРЈ   | 2:0         | Италија | Лацио |

### Финале
| Меч | Клуб      | Држава   | укупан рез. | Држава   | Клуб         |
| --- | --------- | -------- | ----------- | -------- | ------------ |
| 1   | Рапид Беч | Аустрија | 3:2         | Аустрија | Адмира Вакер |

| Освајач Средњоевропског купа 1951. |
| ---------------------------------- |
| Рапид Беч 2. Титула                |